# Михальский, Вацлав Вацлавович
Ва́цлав Ва́цлавович Миха́льский (27 июня 1938, Таганрог — 5 апреля 2024) — советский и российский писатель, сценарист, издатель. Член Союза писателей России.

## Краткая биография

### Происхождение
Прапрадед был выслан из Польши на Кавказ в середине XIX века, где и погиб на полях сражений Кавказской войны.
Вацлав родился в Таганроге в семье поляка Вацлава Адамовича Михальского и русской Зинаиды Степановны Удовиченко. После ареста отца переехал в Дагестанскую АССР, где и провёл детство и юность. Жил также в Кабардино-Балкарской АССР и Чечено-Ингушской АССР. Окончил Литературный институт имени А. М. Горького (1965) и Высшие курсы сценаристов и режиссёров при Госкино СССР в 1975 году.
Автор многочисленных прозаических произведений и нескольких киносценариев. В 1990 году Михальский создал журнал «Согласие», который в 1994 стал одноимённым издательством («Согласие»), генеральным директором и главным редактором которого он являлся. Автор издательских программ «Согласие», «DIXI», «Достояние России».
Умер 5 апреля 2024 года в возрасте 85 лет.

## Премии
- Государственная премия России в области литературы и искусства 2002 года за роман «Весна в Карфагене».

## Повести и романы
- «Баллада о старом оружии» (1964)
- «Катенька» (1965)
- «17 левых сапог» (1967)
- «Тайные милости» (1982)
- «Мир тесен» (1983)
- «Паранг» (1989)
- «Печка»
- «Холостая жизнь»
- Цикл романов о судьбах русской эмиграции первой волны:
  - «Весна в Карфагене» (2001)
  - «Одинокому везде пустыня» (2003)
  - «Для радости нужны двое» (2006)
  - «Храм Согласия» (2006)
  - «Прощёное воскресенье» (2009).
  - «Река времён. Ave Maria» (2010).
- «Адам — первый человек» (2014).
- Полное собрание сочинений в 10-ти томах (2014).
- «Не судьба» (сборник рассказов, 2017)

## Сценарии художественных фильмов
- «Баллада о старом оружии» (1986)
- «Катенька» (1987)
- «Тайные милости» (1989)
- «Семнадцать левых сапог» (1991)

Произведения Вацлава Михальского переведены на английский, французский, немецкий, испанский, китайский и другие языки.